# 39/Smooth
39/Smooth ist das erste Studioalbum der US-amerikanischen Band Green Day. Es erschien im April 1990 als LP und Kassette bei Lookout! Records und ist das einzige, das die Band in der Originalbesetzung mit John Kiffmeyer am Schlagzeug aufnahm. Kiffmeyer verließ die Band kurz nach der Veröffentlichung des Albums und wurde durch Tré Cool ersetzt.
Ein Jahr später wurde 39/Smooth mit den bereits zuvor erschienenen EPs 1,000 Hours und Slappy zusammengefasst als Kompilation 1,039/Smoothed Out Slappy Hours veröffentlicht. Oft wird daher 1,039/Smoothed Out Slappy Hours als erstes Green-Day-Album bezeichnet.
2009 veröffentlichte Reprise Records ein Rerelease der 39/Smooth-LP.
Für die Aufnahmen benötigte die Band nur insgesamt 22 Stunden. Sie fanden vom 29. Dezember 1989 bis zum 2. Januar 1990 statt.

## Titelliste
Mit Ausnahme des von John Kiffmeyer stammenden I Was There wurden alle Songs von Billie Joe Armstrong geschrieben.
Seite A
1. At the Library with Waba Sé Wasca – 2:28
2. Don't Leave Me – 2:39
3. I Was There – 3:36
4. Disappearing Boy – 2:52
5. Green Day – 3:29

Seite B
1. Going to Pasalacqua – 3:30
2. 16 – 3:24
3. Road to Acceptance – 3:35
4. Rest – 3:05
5. The Judge's Daughter – 2:34